# FILAゴールデングランプリ
ゴールデングランプリ（Golden Grand Prix）は、世界レスリング連合が主催するレスリングの国際大会である。

## 概要
2006年より開催されている賞金付き大会で、「第2の世界選手権」とも呼ばれている。男子フリー・グレコローマン・女子の3スタイルとも実施。
大会は予選会とファイナルに分かれる。予選は3スタイルでそれぞれ2大会が指定され、予選を勝ち抜いた8名に世界選手権者、大陸選手権者を加えアゼルバイジャン・バクーにて夏に決勝大会が開催される。決勝大会上位8名に賞金が与えられる。
予選会には1ヶ国1階級につき3名（当初は2名）まで参加可能。

## ゴールデングランプリ大会
2010年
- 第1ステージ
  - ヤリギン国際大会（1月28日-31日、男子フリー・女子）
  - ハンガリー国際大会（3月6日-7日、グレコローマン）
- 第2ステージ
  - クリッパン国際大会（3月5日-7日、女子）
  - G・カルトジア & V・バラバーゼ国際大会（6月5日-7日、男子フリー・グレコローマン）
- 第3ステージ
  - 決勝大会（7月17日-19日）